# Monete Italiane Regionali
I volumi della serie Monete Italiane Regionali o più semplicemente MIR sono un'opera numismatica in più volumi edita dalla casa d'aste "Varesi" di Pavia.
Si propone come tentativo di aggiornamento del Corpus Nummorum Italicorum e fino ad oggi consiste in 13 volumi. Maggiormente aggiornato rispetto al CNI, contiene anche valutazioni delle monete riportate. Tuttavia è meno rigoroso nel riportare le varianti.

## Volumi
1. Lombardia, zecche minori
2. Piemonte, Sardegna, Liguria e Corsica
3. Emilia
4. Sicilia
5. Savoia
6. Toscana zecche minori
7. Savoia, rami collaterali
8. Napoli
9. Firenze
10. Italia meridionale continentale
11. Milano
12. Stato Pontificio 1
13. Stato Pontificio 2
14. Stato Pontificio 3
15. Stato Pontificio 4
16. Triveneto z.m., Istria, Dalmazia ed Albania